# Фут, Хортон
Альберт Хортон Фут (англ. Horton Foote; 14 марта 1916 года — 4 марта 2009 года) — американский драматург и сценарист. Наибольшую известность и Оскар в категории лучший адаптированный сценарий 1962 года ему принёс кинофильм «Убить пересмешника» по одноимённому роману Харпер Ли. В 1983 году Фут вновь получил Оскар, но уже в категории «лучший оригинальный сценарий» к фильму «Нежное милосердие». В 1995 году за пьесу «Молодой человек из Атланты» Хортону Футу была присуждена Пулитцеровская премия.

## Биография
Хортон Фут родился в небольшом техасском городке Уортон в семье лавочника Альберта Хортона Фута и его жены Холли (в девичестве Брукс). В 12 лет Фут заявил родителям, что хочет стать актёром. Его отец оплатил обучение юного Хортона актёрскому мастерству в Pasadena Playhouse. В возрасте 16 лет Хортон ушёл из дома, и отправился в Нью-Йорк, чтобы осуществить свою мечту об актёрской карьере. Он поступил на обучение в школу сценического мастерства к русским эмигрантам Тамаре Дейкархановой, Вере Соловьёвой, Андрею Жилинскому. Актёрской работы было немного. Хортон Фут присоединился к группе Мэри Хантер. Вместе с другими актёрами основал American Actors Company. На репетиции одной из импровизаций, коллега и друг Фута, танцовщица и хореограф Агнес де Милль предложила ему попробовать себя на литературном поприще. Тем же вечером Хортон фут написал свою первую пьесу «Уортонский танец». Пьеса была поставлена, а следующую пьесу Фут написал лишь через год.
Драматургия не приносила доходов и Футу пришлось попробовать несколько других профессий, чтобы зарабатывать на жизнь в Нью-Йорке. В числе прочего он работал ночным сторожем в книжной лавке на Penn Station. Именно там Хортон Фут познакомился со своей будущей женой Лилиан Уоллиш. В 1945 году Хортон и Лилиан Уоллиш поженились. Они прожили в браке более сорока лет до её смерти в 1992 году. У пары родилось четверо детей: Барбара Холли, Альберт Хортон, Уолтер Уоллиш и Дэйзи Брукс.

## Карьера
Первые литературные пробы Хортона Фута получили гораздо больше положительных рецензий, чем его актёрские работы. В 1940-е годы он полностью переключился на литературу к середине 1950-х годов стал одним из основных авторов, пишущих для телевидения. 1 марта 1953 года на телеканале NBC состоялась премьера телеспектакля «Поездка в Баунтифул» по одноимённой пьесе Фута. Эта пьеса также успешно ставилась на Бродвее, а также позднее легла в основу сценария фильма 1985 года.
В течение 50-х Фут активно сотрудничает с Бродвейскими театрами и телекомпаниями. Дважды за свою творческую карьеру, сначала в 1959 году, а затем в 1997 году, Фут адаптирует роман Фолкнера «Дикие пальмы» для фильма и ремейка «Старик»IMDb. За обе экранизации Хортон Фут был номинирован на получение премии Эмми и выиграл номинацию в 1997 году.

### Пьесы
| - «Уортонский танец» англ. Wharton Dance (1940) - «Техасский городок» англ. Texas Town (1941) - «Только сердце» англ. Only the Heart (1942) - «Из моего дома» англ. Out of My House (1942) - «Мисс Лу» и «Девочки» англ. Miss Lou / The Girls (1943) - «Одинокие» англ. The Lonely (1944) - «Прощание с Ричмондом» англ. Goodbye to Richmond (1944) - «Дэйзи Ли» англ. Daisy Lee (одноактная пьеса) (1944) - «Возвращение» англ. Homecoming (1944) - «Мои истоки» англ. In My Beginning (1944) - «Люди в шоу» англ. People in the Show (1944) - «Возврат» англ. Return (1944) - «Торжество» англ. Celebration (1950) - «Погоня» англ. The Chase (1952) - «Путешественница» англ. The Traveling Lady (1954) - «Джон Тернер Дэвис» англ. John Turner Davis (1956) - «Звонящий в полночь» англ. The Midnight Caller (1956) - «Поездка в Баунтифул» англ. The Trip to Bountiful (1962) - «Корни в опалённой земле» англ. Roots in a Parched Ground (цикл «Сиротский приют» англ. Orphans' Home cycle) (1962) - «Завтра» англ. Tomorrow (1968) - «Унесённые ветром» англ. Gone with the Wind (1972) - «Состоятельная девушка» англ. A Young Lady of Property (1976) - «Ночное время» англ. Night Seasons (1977) - «Ухаживание» англ. Courtship (цикл «Сиротский приют» (1987) - «1918» (цикл «Сиротский приют» Orphans' Home cycle) (1979) | - «В египетском саркофаге» англ. In a Coffin in Egypt (1980) - «День Святого Валентина» англ. Valentine’s Day 1980) - «Карабкающийся на Пекан» англ. The Man Who Climbed the Pecan Trees (1981) - «Старинные друзья» англ. The Old Friends (1982) - «Пути домой» англ. The Roads to Home (1982) - «Земля Астронавтов» англ. The Land of the Astronauts (1983) - «Кузены» англ. Cousins (цикл «Сиротский приют») (1983) - «Путь на погост» англ. The Road to the Graveyard (одноактная пьеса) (1985) - «Ухаживание»/«День Святого Валентина» англ. Courtship/Valentine’s Day (цикл «Сиротский приют») (1985) - «Один воин» англ. One Armed Man (1985) - «Песнь узника» англ. The Prisoner’s Song (1985) - «Свидание вслепую» англ. Blind Date (одноактная) (1985) - «Вдова Клэр» англ. The Widow Claire (цикл «Сиротский приют») (1986) - «Лилли Дэйл» англ. Lily Dale (цикл «Сиротский приют») (1986) - «Обитель драконов» англ. The Habitation of Dragons (1988) - «Смерть Папы» англ. The Death of Papa (цикл «Сиротский приют») (1999) - «Раздел имущества» англ. Dividing the Estate (1989) - «Говорящие картинки» англ. Talking Pictures (1990) - «Лора Дэннис» англ. Laura Dennis (1995) - «Молодой человек из Атланты» англ. The Young Man from Atlanta (1995) - «Вернон Эрли» англ. Vernon Early (1998) - «Последние из Торнтонов» англ. The Last of the Thorntons (2000) - «Дети Чужака» англ. The Carpetbagger’s Children (2001) - «Раздел имущества» англ. Dividing the Estate (2008) |

## Фильмография
- 1955 — «Страх бури»
- 1962 — «Убить пересмешника»
- 1965 — «Малыш, дождь должен пройти»
- 1966 — Погоня
- 1983 — «Нежное милосердие»
- 1985 — «1918»
- 1985 — «Поездка в Баунтифул»
- 1992 — «О мышах и людях»
- 1992 — «Обитель драконов»